# Curtis Anderson
Curtis Anderson, né le 27 septembre 2000, est un footballeur anglais qui évolue au poste de gardien de but au Kendal Town.

## Biographie

### En club
Le 2 septembre 2020, il rejoint Wycombe Wanderers.

### En équipe nationale
Avec les moins de 17 ans, il participe au championnat d'Europe des moins de 17 ans en 2017. Lors de ce tournoi, il ne joue aucun match, restant sur le banc des remplaçants durant l'intégralité du championnat. L’Angleterre atteint la finale de cette compétition, en étant battue par l'Espagne après une séance de tirs au but.
Il dispute ensuite quelques mois plus tard la Coupe du monde des moins de 17 ans organisée en Inde. Cette fois-ci, il joue six matchs. L'Angleterre prend sa revanche en s'imposant contre l'Espagne en finale.

## Palmarès
- Finaliste du championnat d'Europe des moins de 17 ans en 2017 avec l'équipe d'Angleterre des moins de 17 ans
- Vainqueur de la Coupe du monde des moins de 17 ans en 2017 avec l'équipe d'Angleterre des moins de 17 ans